# Bellcaire d'Empordà
Bellcaire d'Empordà este o localitate în Spania în comunitatea Catalonia în provincia Girona. În 2005 avea o populație de 206 locuitori.

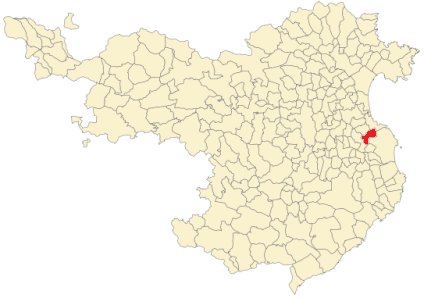
Municipiu din Bellcaire d'Empordà

## Personalități născute aici
- Tito Vilanova (1968 - 2014), fotbalist, antrenor.

1. ↑  Nomenclátor Geográfico de Municipios y Entidades de Población (20240402 edition)
2. ↑   http://www.elpuntavui.cat/article/428757-lalcalde-de-bellcaire-es-queda-urbanisme-i-educacio.html Lipsește sau este vid: |title= (ajutor)
3. 1 2   http://www.idescat.cat/pub/?id=aec&n=925&t=2016 Lipsește sau este vid: |title= (ajutor)